# Sergio Spagnolo
Sergio Spagnolo (La Spezia, 14 giugno 1941) è un matematico italiano, professore emerito di analisi matematica all'Università di Pisa.

## Biografia
Ha studiato sia all'Università di Pisa sia alla Scuola Normale Superiore; si è laureato in matematica sotto la supervisione di Aldo Andreotti.
Ha insegnato Analisi matematica all'Università di Pisa dal 1974 e alla Scuola Normale Superiore fino al 2002. Il 21 marzo 2014 è stato nominato professore emerito.
Ha studiato il problema di Cauchy per le equazioni differenziali alle derivate parziali di tipo iperbolico, il comportamento asintotico delle equazioni differenziali alle derivate parziali di tipo ellittico, le equazioni di evoluzione non lineari e i sistemi con molte caratteristiche. Sul finire degli anni sessanta del XX secolo introduce la teoria della G-convergenza di operatori ellittici del secondo ordine che pubblica in uno studio del 1968. La teoria, il cui nome si deve al legame con la convergenza delle corrispondenti funzioni di Green, sarà da lui sviluppata, in collaborazione con Ennio De Giorgi, in uno studio del 1973.
Nel 1978-1979, insieme a Ennio De Giorgi e Ferruccio Colombini, ha mostrato  l'esistenza di soluzioni per equazioni differenziali alle derivate parziali iperboliche con coefficienti analitici e ha dato un esempio di non esistenza di una soluzione a coefficienti non analitici.
Con Ermanno Lanconelli, Carlo Sbordone, e Guido Trombetti, ha curato la pubblicazione delle opere scelte di Carlo Miranda, edita nel 1992 dall'Unione matematica italiana. Con Luigi Ambrosio, Gianni Dal Maso, Marco Forti, e Mario Miranda, nel 2006, ha curato la pubblicazione di una raccolta di 43 Selected papers di Ennio De Giorgi. Con Luigi Ambrosio, Marco Forti e Antonio Marino ha curato Scripta volant, verba manent. Ennio De Giorgi, matematico e filosofo (2008), un'opera dedicata alla figura intellettuale e umana di Ennio De Giorgi.

## Riconoscimenti e affiliazioni
Ha ricevuto il Premio Bartolozzi nel 1973 e nel 1991 la medaglia d'oro per la Matematica dell'Accademia dei XL. È membro corrispondente dell'Accademia Nazionale dei Lincei dal 1998.

## Opere
- Nonlinear hyperbolic equations and field theory, curatore, con M.K. Venkatesha Murthy, Longman/Wiley, 1992.
- Sergio Spagnolo, Sulla convergenza di soluzioni di equazioni paraboliche ed ellittiche, in Annali della Scuola Normale Superiore di Pisa-Classe di Scienze, III, vol. 22, n. 4, 1968,  pp. 571-597.
- con Ennio De Giorgi, Sulla convergenza degli integrali dell'energia per operatori ellittici del secondo ordine, in Bollettino dell'Unione Matematica Italiana, vol. 4, n. 8, 1973,  pp. 391-411.
- (FR) con Ennio De Giorgi e Ferruccio Colombini, Existence et unicité des solutions des équations hyperboliques du second ordre à coefficients ne dépendant que du temps, in Comptes Rendue dell'Académie des Sciences de Paris, 1978,  pp. 1045-1048.
- (FR) con Ferruccio Colombini ed Ennio De Giorgi, Sur les équations hyperboliques avec des coefficients qui ne dépendent que du temps, in Annali della Scuola Normale Superiore di Pisa-Classe di Scienze, vol. 4, n. 6, 1979,  pp. 511-559.
- con Emilio Acerbi e Luciano Modica, Problemi scelti di Analisi matematica I, Napoli, Liguori editore, 1985, ISBN 88-207-1408-6.
- con Emilio Acerbi e Luciano Modica, Problemi scelti di Analisi matematica II, Napoli, Liguori editore, 1986, ISBN 978-88-207-1484-0.
- Carlo Miranda, Opere scelte, a cura di Sergio Spagnolo, Ermanno Lanconelli, Carlo Sbordone, Guido Trombetti, Firenze, Unione matematica italiana-Edizioni Cremonese, 1992.
- (EN) Ennio De Giorgi, Selected papers, a cura di Sergio Spagnolo, Luigi Ambrosio, Gianni Dal Maso, Marco Forti, Mario Miranda,, Berlino-Heidelberg-New York, Springer Verlag, 2006, ISBN 978-3-642-40379-8.
- con Luigi Ambrosio, Marco Forti, Antonio Marino, Scripta volant, verba manent. Ennio De Giorgi, matematico e filosofo, a cura di Vincenzo Letta, Pisa, ETS, 2008, ISBN 978-88-467-1888-4.